# Spútnik (Krasnodar)
Spútnik (del ruso: Спутник) es un posiólok del raión de Séverskaya, en el krai de Krasnodar de Rusia. Está situado en las vertientes septentrionales del Cáucaso occidental, entre el río Bugai y el río Zybza, de la cuenca del Kubán a través del Sujói Aushed, uno de sus distributarios, 16 km al oeste de Séverskaya y 44 km al noroeste de Krasnodar, la capital del krai. Tenía 109 habitantes en 2010.
Pertenece al municipio Chernomorskoye.

## Transporte
Por la localidad pasa la línea de ferrocarril Krasnodar-Krymsk, en la que cuenta con la estación Jabl. Asimismo la carretera A146 Krasnodar-Novorosíisk bordea la población por el sur.